# شلالات نهر دان
شلالات نهر دان هي شلالات شهيرة بالقرب من أوتشو ريوس، جامايكا. وتعتبر من المعالم السياحية الرئيسية في منطقة البحر الكاريبي وتستقبل الآلاف من الزوار كل عام.

## الشكل العام
على ارتفاع حوالي 180 قدم (55 م) وطول 600 قدم (180 م)، تظهر الشلالات كأنها درجات طبيعية عملاقة على الرغم من أن بعضها يتضمن تحسينات من صنع الإنسان. تتخلل الشلالات العديد من البحيرات الصغيرة.
تصب الشلالات في البحر الكاريبي في الطرف الغربي من الشاطئ ذو الرمال البيضاء.

## السياحة
يعتبر تسلق الشلالات من النشاطات السياحية المشهورة، ويمكن القيام به بمساعدة المرشدين السياحيين. يستغرق التسلق حوالي ساعة إلى ساعة ونصف مع فترات راحة قصيرة للحصول على الصور التذكارية. وهناك أيضا درج مجانب للشلالات لأولئك الذين لا يرغبون في التبلل أو غير القادرين على تسلق الصخور الوعرة للشلال.
يحد الشلالات نباتات خضراء مورقة تحجب الشمس وتحافظ على برودة المنطقة والمتسلقين. يمكن أن يكون التسلق صعبًا نسبيًا لذلك غالبًا ما يتم القيام به كسلسلة بشرية بقيادة المرشد السياحي لتسهيل الأمر.

## التاريخ

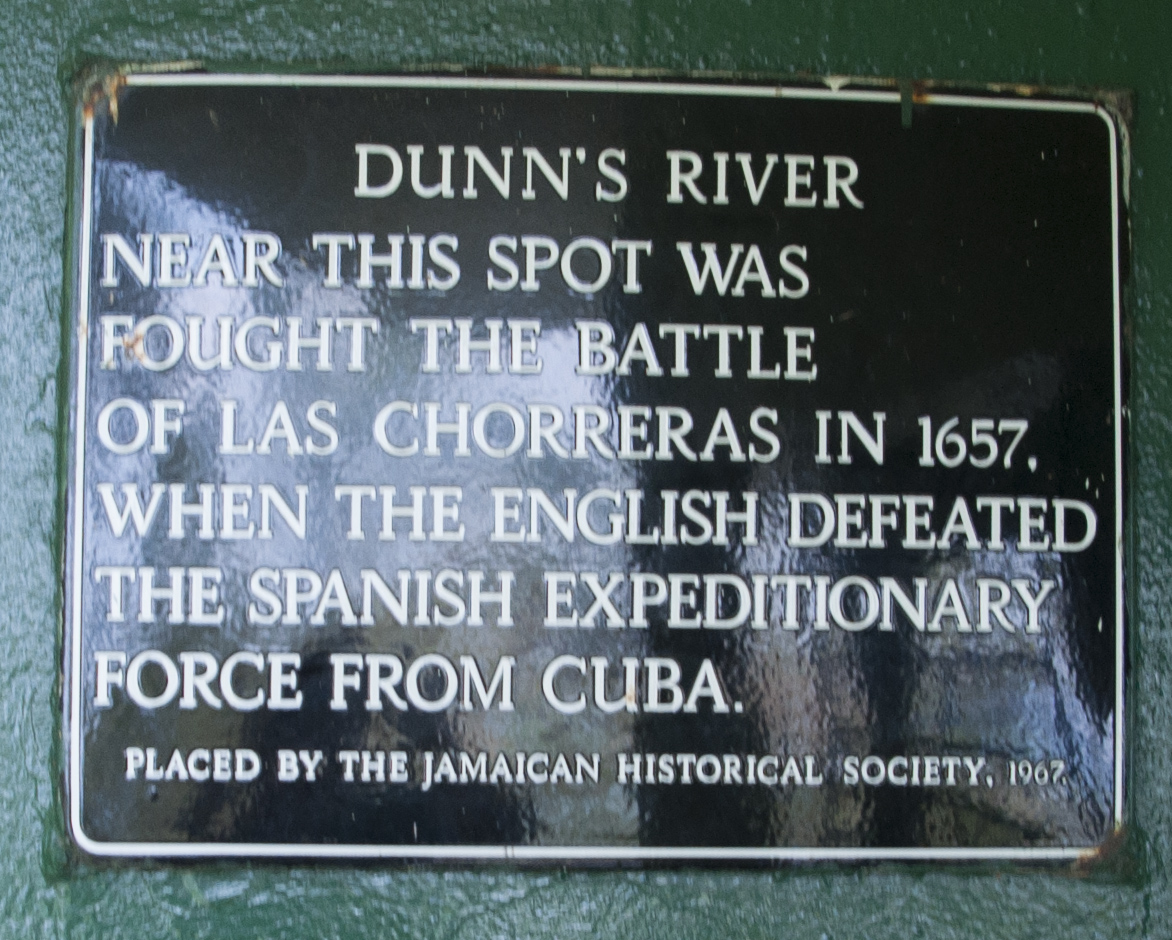
لوحة شلالات نهر دان

الشلالات موجودة في المكان الذي وقعت فيه معركة لاس تشوريراس في عام 1657، عندما هزم البريطانيون قوة استكشافية إسبانية قادمة من كوبا. الصورة أعلاه تبين اللوحة التي وضعت في قاع الشلالات من قبل الجمعية التاريخية الجامايكية كذكرى لهذا الحدث.

## جيولوجيا
نهر دان، هو تيار قصير يسقط عن بعد 55 متر من مصدره إلى البحر، يتم تغذيته بمياه الينابيع الغنية بكربونات الكالسيوم وترسبات الترافرتين لتشكيل سلسلة من صخور التوفا. ويصف الجيولوجيون مثل هذه الشلالات بأنها «ظاهرة حية» لأنها تعيد بناؤها باستمرار بواسطة الرواسب في مياه الينابيع.
شلالات نهر دان هي واحدة من شلالات الحجر الجيري القليلة جدًا في العالم التي تفرغ مباشرة في البحر.